# Michael Louis Fitzgerald
Michael Louis Fitzgerald, né le 17 août 1937 à Walsall, est un spécialiste des relations entre chrétiens et musulmans. Il a le rang d'archevêque depuis 2002. Lors de son renoncement en 2012, il était nonce apostolique en Égypte et délégué de la Ligue arabe. Il dirige le Conseil pontifical pour le dialogue inter-religieux de 2002 à 2006. Il est créé cardinal par le pape François lors du consistoire du 5 octobre 2019.
Michael Fitzgerald est l'un des principaux experts de l'Islam, des relations entre chrétiens et musulmans et du dialogue inter-religieux dans la hiérarchie de l'Église catholique. Ses publications incluent : "Dieu rêve d'unité. Les catholiques et les religions : les leçons du dialogue", Entretiens avec Annie Laurent (Paris, Bayard Presse, 2005) et (avec John Borelli) "Interfaith Dialogue. Une vue catholique" (SPCK, Londres & Orbis Books, Maryknoll). Il parle couramment l'arabe.

## Biographie
Michael L. Fitzgerald est né à Walsall, au Royaume-Uni, le 17 août 1937, dans une famille catholique d'origine irlandaise, et a fréquenté la Queen Mary's Grammar School. Désirant dès son plus jeune âge devenir prêtre et missionnaire, il rejoint le séminaire junior des Missionnaires d'Afrique (Pères Blancs) à l'âge de douze ans, d'abord en Écosse, puis dans le sud de l'Angleterre. Il a étudié la philosophie pendant deux ans, la première année en Angleterre et la seconde en Irlande. Il a fait son noviciat aux Pays-Bas de 1956 à 1957 et a poursuivi ses études théologiques de 1957 à 1961 en Tunisie, où il a commencé à apprendre l'arabe et à acquérir une certaine connaissance de l'islam. Le cardinal William Godfrey, archevêque de Westminster, l'a ordonné prêtre de la Société des Missionnaires d'Afrique (Pères Blancs) le 3 février 1961. Après son ordination en 1961, il est envoyé à Rome pour étudier la théologie dogmatique à l'université pontificale grégorienne. Parmi ses professeurs se trouvait le jésuite Bernard Lonergan. C'est à l'époque du concile Vatican II (1962-1965) que lui a été donnée l'occasion d'assister à des conférences de théologiens tels que Karl Rahner et Yves Congar. Il a terminé son doctorat en théologie en 1965 sur l'intention missionnaire dans les écrits des apologistes latins.
En 1965, il a commencé un baccalauréat en arabe à la School of Oriental and African Studies (SOAS), Université de Londres, où il a obtenu son diplôme en 1968, après quoi il est devenu maître de conférences à l'IPEA (Institut Pontifical d'Études Arabes), plus tard rebaptisé institut pontifical de l'arabe et études islamiques (PISAI). Après un an de conférences au PISAI, il a été nommé chargé de cours au Département d'études religieuses de l'université Makerere, Kampala, en Ouganda, où il a enseigné des cours sur l'islam aux musulmans ainsi qu'aux étudiants chrétiens. En 1971, il retourne à Rome pour poursuivre son enseignement et ses intérêts savants au PISAI. De 1972 à 1978, il a été directeur du PISAI. Pendant cette période, Michael Fitzgerald participe à la création de "Encounter, Documents for Christian-Muslim Understanding", une publication périodique sur l'islam, et supervise le lancement d'Islamochristiana, une revue savante spécialisée dans les relations chrétiens-musulmans et le dialogue inter-religieux. En 1972, il devient consultant du Conseil pontifical pour le dialogue inter-religieux, alors connu sous le nom de Secrétariat pour les non-chrétiens. En 1978, il retourne en Afrique pour effectuer des travaux paroissiaux au Soudan, dans la ville de New Halfa (archidiocèse de Khartoum). Ses fonctions comprenaient le ministère auprès de la population chrétienne tout en coopérant avec la communauté musulmane. En 1980, il a été élu au Conseil général des Missionnaires d'Afrique à Rome, où il a passé six ans à gérer et à organiser.
En 1987, il a été nommé Secrétaire du Secrétariat pour les non-chrétiens, qui a été rebaptisé Conseil pontifical pour le dialogue inter-religieux (PCID) en 1988. À ce titre, Michael Fitzgerald a contribué à la rédaction du "Dialogue et de la Proclamation", l'un des documents de l'Église catholique concernant la relation entre le dialogue et l'évangélisation. Le 16 décembre 1991, Michael Fitzgerald est nommé évêque titulaire de Nepte (de). Il a été consacré à la basilique Saint-Pierre par le pape Jean-Paul II le 6 janvier 1992. Le 1er octobre 2002, le pape Jean-Paul II l'a désigné pour succéder au cardinal Francis Arinze à la présidence du PCID et lui a également conféré le titre d'archevêque. Cela fait de lui le citoyen britannique le plus haut placé de la Curie romaine.
Le 15 février 2006, le pape Benoît XVI l'a nommé nonce apostolique en Égypte et délégué à la Ligue des États arabes, sa première affectation diplomatique. Il est l'un des rares nonces à ne pas avoir fréquenté l'Académie pontificale ecclésiastique. Selon la BBC, "la décision du pontife d'origine allemande a fait sensation. Les observateurs du Vatican tentent de déterminer s'il s'agit d'une rétrogradation ou d'une reconnaissance des talents particuliers de l'archevêque". Michael Fitzgerald a déclaré : "Mon expérience dans les études arabes et islamiques est probablement considérée comme utile en ce moment pour le développement des relations avec l'Égypte et le reste du monde islamique". Un correspondant du Vatican a qualifié la réaffectation de Fitzgerald de « la pire décision du pape jusqu'à présent » et son absence a été remarquée par la presse lorsque le pape Benoît XVI a offensé les musulmans à Ratisbonne en septembre 2006. Le transfert de Michael Fitzgerald s'est avéré faire partie de la restructuration de Benoît XVI des départements curiaux pour réorienter les discussions inter-religieuses avec les non-chrétiens en unissant le rôle de président du PCID avec celui du Conseil pontifical pour la culture, une restructuration que Benoît XVI avait d'abord initiée, en mars 2006, puis repoussée en juin 2007. Michael Fitzgerald a démissionné de son poste de nonce en octobre 2012.
Retraité, il demeura à la maison des missionnaires d'Afrique à Jérusalem jusqu'au début de 2019, après quoi il retourna en Angleterre pour travailler dans une paroisse de Liverpool.
Le pape François le crée cardinal lors du consistoire du 5 octobre 2019. Il est créé cardinal-diacre de Santa Maria in Portico, non électeur car ayant dépassé les quatre-vingts ans, ce qui l'empêche de participer aux votes du conclave de 2025 (élection de Léon XIV)..

## Succession apostolique
Michael Louis Fitzgerald a ordonné les évêques suivants :
- Évêque Claude Jean Narcisse Rault, M.Afr. (2004)
- Évêque Adel Zaky (en), O.F.M. (2009)
- Évêque John Gordon MacWilliam, M.Afr. (2017)

## Publications
- (en) avec R. Dionne, Catalysts, The White Fathers of Africa, Dublin, 1998 (1re éd. 1980).
- (en) avec R. Caspar, Signs of Dialogue. Christian Encounter with Muslims, Zamboanga City, Silsilah Publications, 1992.
- Dieu rêve d'unité. Les catholiques et les religions: les leçons du dialogue. Entretiens avec Annie Laurent, Paris, Bayard Presse, 2005.
- (en) avec John Borelli, Interfaith Dialogue. A Catholic View, SPCK, London & Orbis Books, Maryknoll, NY, 2006.